# Gianni Letta
Giovanni Letta, detto Gianni (Avezzano, 15 aprile 1935), è un giornalista e politico italiano, direttore del quotidiano Il Tempo dal 1973 al 1987, sottosegretario di Stato alla Presidenza del Consiglio dei ministri con funzioni di segretario del Consiglio dei ministri per i governi Berlusconi I, II, III e IV e nell'autorità delegata per la sicurezza della Repubblica.

## Biografia

### Infanzia e istruzione
Nato ad Avezzano (AQ) da Vincenzo, avvocato civilista, podestà di Aielli, e Maria De Vincentiis, ed era il secondo di otto figli, tra cui Giorgio (padre di Enrico). Suo zio Guido Letta fu prefetto di Novara e negli anni '30 ad Aielli fece costruire la casa del fascio con il dopolavoro mentre un suo cugino, Guido, il figlio del fratello di sua madre, diventò vicesegretario generale della Camera dei deputati. Conseguita la maturità classica, all'età di diciotto anni entrò a lavorare come operaio allo zuccherificio di Avezzano, per la campagna saccarifera annuale, insieme a Marco Conti (futuro direttore del radiogiornale di Rai 2 e senatore della Democrazia Cristiana), diventando poi direttore del reparto chimico. Nello stabilimento conobbe Maddalena Marignetti, la figlia del direttore che diventerà sua moglie. Prima ancora di iscriversi a giurisprudenza, fece pratica nello studio legale del padre sebbene volesse fare il giornalista (difatti iniziò come corrispondente in paese). Si laureò all'Università degli Studi di Roma "La Sapienza" esercitando per alcuni anni la professione forense nello studio del padre.

### Carriera giornalistica
Entrò nel mondo del giornalismo sostituendo un giornalista al quotidiano Il Tempo dell'Aquila, capoluogo della sua regione di origine. Successivamente diventò prima corrispondente della Rai e dell'ANSA dall'Aquila e poi capo della redazione locale del Tempo. Qui però fu visto male dai colleghi e così fu allontanato dal giornale. Nel 1958 si trasferì a Roma come redattore nella sede nazionale del Tempo. Dopo aver iniziato nella redazione Esteri, passò alle Province, redazione all'epoca guidata da Pino Rauti, il fondatore di Ordine Nuovo, diventandone presto caposervizio. Iniziò a frequentare la Federazione Nazionale dei Cavalieri del Lavoro diventandone poi capo dell'ufficio stampa avendo modo di conoscere Silvio Berlusconi. Intanto da caposervizio diventò prima redattore capo e poi segretario di redazione, trasformandosi nel vice di Renato Angiolillo, fondatore e primo direttore del giornale. Nel frattempo era diventato giornalista professionista nel 1961, registrandosi nell'ordine del Lazio il 1º marzo di quell'anno.
Rimasto nel giornale romano per diversi anni, nel 1971 fu nominato direttore amministrativo dello stesso quotidiano; fu quindi amministratore delegato delle società editrice e stampatrice del Tempo, la "Società Editoriale Romana" e la "Tipografica Colonna" pur non avendo competenze amministrative. Il 17 agosto 1973, dopo la morte di Renato Angiolillo, diventò direttore del Tempo sotto la proprietà del cavalier Carlo Pesenti che lo preferì a Enrico Mattei e Alberto Consiglio su consiglio della vedova Angiolillo, Maria Girani; sebbene nel suo primo editoriale avesse annunciato di essere provvisorio per 15 giorni, Letta manterrà l'incarico per quasi quattordici anni, fino al 17 aprile 1987. Fu quindi contemporaneamente direttore del giornale e amministratore delegato della società editrice, pratica in seguito vietata dall'ordine dei giornalisti. In quegli anni Letta era di casa nel salotto della signora Angiolillo e tra gli ospiti frequenti c'erano tra gli altri anche Giulio Andreotti, Gianni Agnelli, Cesare Romiti, Lamberto Dini, Silvio Berlusconi, Francesco Bellavista Caltagirone e Bruno Vespa. Frequenti erano anche le sue apparizioni televisive nelle tribune politiche e in altri programmi come Più sani e più belli e Le ragioni della speranza. Nel 1982 comparve nel film di Alberto Sordi Io so che tu sai che io so nella parte di sé stesso.
Lasciò poi il giornale romano per divenire, il 9 luglio 1987, vicepresidente nazionale e direttore dell'ufficio di Roma del settore comunicazioni del gruppo Fininvest, all'epoca guidato da Silvio Berlusconi e Fedele Confalonieri; Letta aveva anche il compito di curare le relazioni con l'ambiente politico romano e con la stampa. Si aggiungeranno presto le cariche nei consigli di amministrazione della stessa Fininvest (1993-1994), di Mondadori (1991-1994), di Repubblica e di Standa.
Ricoprì, come detto, anche il ruolo di capo dell'ufficio stampa della Federazione Nazionale dei Cavalieri del Lavoro e, successivamente, quello di capo dell'ufficio studi e documentazione dell'Ente Palazzo della Civiltà del Lavoro. In ambito televisivo, fu anche attivo come curatore e conduttore di alcune rubriche, tra cui Italia Domanda su Canale 5, programma a cadenza settimanale di dibattito politico-culturale. Fondamentale risulterà il lavoro di Letta per l'approvazione della legge Mammì nel 1990 per cui l'anno seguente ricevette da Berlusconi un pacchetto di titoli del valore di tre miliardi di lire.

### Carriera politica

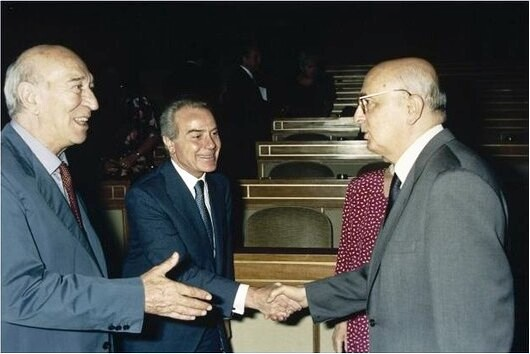
Letta assieme a Giuliano Montaldo e al presidente della Camera dei deputati Giorgio Napolitano nel 1993, durante la presentazione del libro di Gianna Schelotto Caino il Buono

Letta si oppose fin dal principio all'impegno di Silvio Berlusconi in politica e rifiutò il seggio offertogli poiché preferiva continuare a occuparsi dell'azienda insieme a Fedele Confalonieri. Dopo la vittoria elettorale del Polo delle Libertà alle elezioni politiche del 1994 e il successivo incarico di formare un esecutivo presieduto da Silvio Berlusconi, lo stesso Berlusconi volle e propose Letta come sottosegretario di Stato alla Presidenza del Consiglio dei ministri. Il giorno successivo giurò quindi nelle mani del Presidente della Repubblica Oscar Luigi Scalfaro come sottosegretario alla Presidenza del Consiglio con le funzioni di segretario del Consiglio dei ministri nel governo Berlusconi I, rimasto in carica fino all'anno successivo, dimettendosi dall'incarico di vicepresidente di Fininvest Comunicazioni.
Nel corso della XIII legislatura Letta restò al fianco di Berlusconi come suo consigliere. Si occupò di organizzare presso la propria casa alla Camilluccia una cena con Massimo D'Alema nel giugno 1997, conclusasi col patto della crostata, sulla riforma della Costituzione, mai entrata in vigore, da raggiungersi presso la Commissione bicamerale.
Nel frattempo nel 1999 Letta entrò nel consiglio di amministrazione di Medusa Film per poi diventarne socio l'anno seguente. Nel 2001 uscì dal CdA prima che il figlio Giampaolo diventasse vicepresidente e rivendette le sue azioni a una società della Fininvest.
Ricoprì nuovamente l'incarico di sottosegretario alla Presidenza del Consiglio nel quinquennio dei governi Berlusconi II e III (2001-2006). Come sottosegretario fu presente al colloquio del 2 maggio 2005 tra le autorità italiane e l'ambasciatore statunitense Mel Sembler sul caso dell'omicidio di Nicola Calipari in Iraq durante le fasi finali della liberazione di Giuliana Sgrena; nel 2010 WikiLeaks e The Guardian rivelarono delle comunicazioni di Sembler che potrebbero far ipotizzare che il rapporto italiano sostenesse la tesi del "tragico incidente" per ridurre ulteriori inchieste della magistratura, evitare che la vicenda danneggiasse i rapporti bilaterali Italia-USA e l'impegno militare italiano in Iraq.
Nel 2006 Berlusconi propose la candidatura di Gianni Letta come Presidente della Repubblica Italiana. L'8 maggio 2006, nella votazione per l'elezione del Presidente della Repubblica, Letta ottenne al primo scrutinio 369 voti, non riuscendo dunque a raggiungere il quorum di due terzi dell'assemblea (673 voti); raccolse poi 11 voti al secondo scrutinio, 10 voti al terzo scrutinio e 6 voti al quarto e ultimo scrutinio, che portò all'elezione di Giorgio Napolitano.
A febbraio 2008 Letta fu promosso Gentiluomo di Sua Santità: poté così essere a contatto diretto con la curia e con il Papa nelle cerimonie e nelle udienze ai capi di Stato e poté viaggiare a bordo dell’aereo papale. Presenziò quindi all’incontro del 6 giugno tra Berlusconi e Papa Ratzinger fungendo da garante del governo italiano presso la Santa Sede e viceversa.
Nello stesso anno, a seguito delle elezioni politiche anticipate, Letta, dopo aver rifiutato la carica da vicepremier, tornò sottosegretario alla Presidenza del Consiglio nel governo Berlusconi IV, succedendo al nipote Enrico, in carica con il governo Prodi II; nello stesso governo svolse anche le funzioni di autorità delegata per la sicurezza della Repubblica avendo quindi la delega ai servizi segreti oltre a quella dei rapporti con il Vaticano e si occupò quindi di scrivere i regolamenti attuativi della legge di riforma dell’intelligence. Il 12 novembre 2011, giorno delle dimissioni del quarto governo Berlusconi, Letta espresse l'intenzione di voler lasciare la politica; il 16 novembre, al termine del giuramento del governo Monti, il Presidente della Repubblica Giorgio Napolitano ringraziò pubblicamente Letta per i suoi anni di lavoro nel governo.

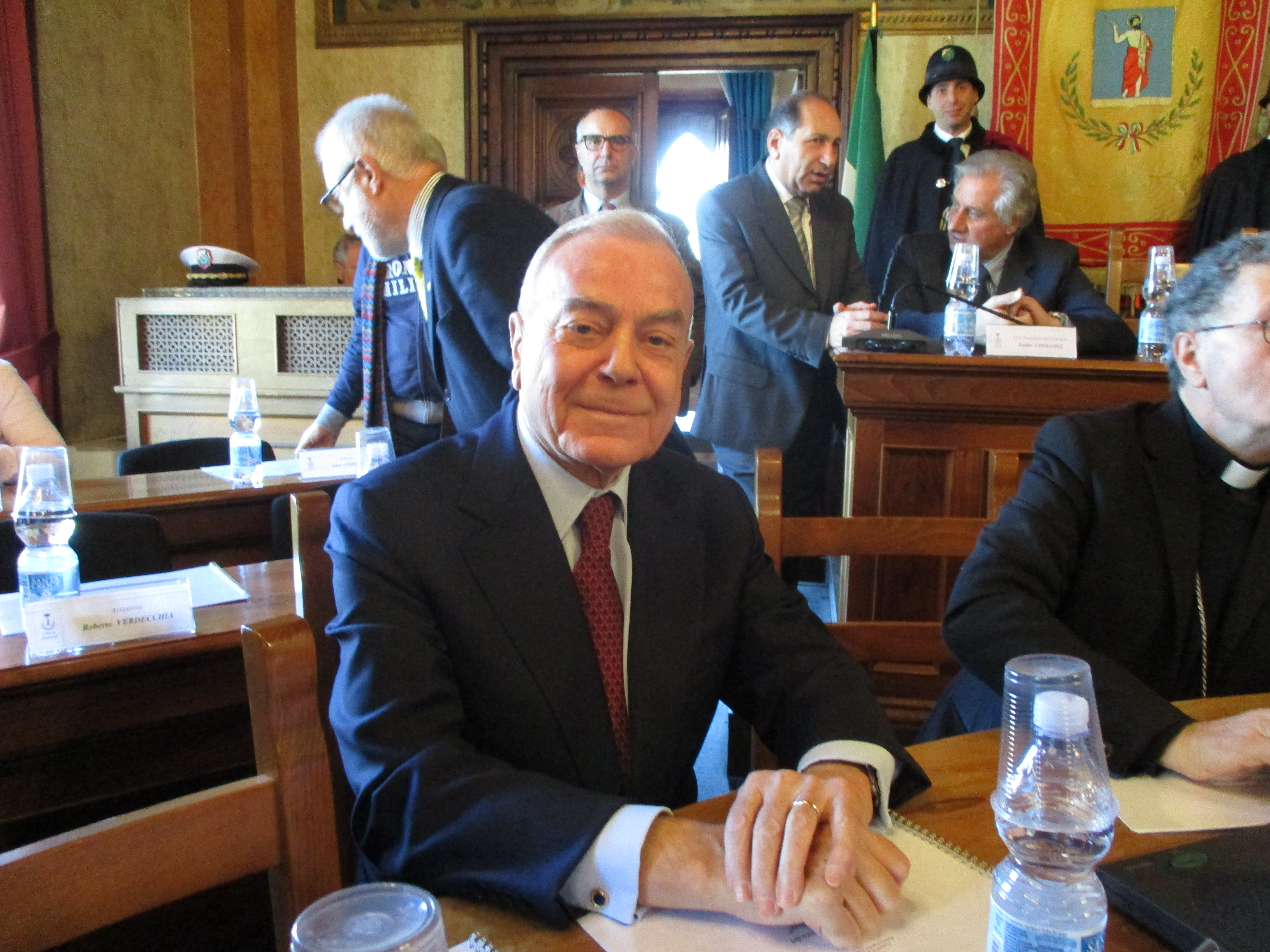
Gianni Letta nel 2016, nell'aula del consiglio comunale di Avezzano

Nonostante i suoi incarichi governativi presso i quattro governi di centro-destra guidati da Berlusconi, Letta non è stato mai iscritto a Forza Italia, al Popolo della Libertà o ad altri partiti. Il 18 gennaio 2014 è stato tra i fautori del Patto del Nazareno, tra Silvio Berlusconi e il segretario del Partito Democratico, nonché futuro presidente del Consiglio Matteo Renzi, con gli obiettivi di procedere a una serie di riforme fra cui quella del titolo V della parte II della Costituzione, la trasformazione del Senato in "Camera delle autonomie" e l'approvazione di una nuova legge elettorale.
Nel giugno 2016 Berlusconi, in convalescenza per un'operazione al cuore, gli lasciò la direzione politica del partito Forza Italia, affiancato da Niccolò Ghedini, con anche il compito di tenere i rapporti istituzionali con la Presidenza della Repubblica e la Presidenza del Consiglio. Anche successivamente, nel 2020, Letta è stato alla guida di Forza Italia, da non iscritto, e nello stesso anno ha preso parte alle riunioni del Coordinamento di Presidenza del partito durante l'emergenza Coronavirus.

### Altre attività
Nell’estate del 2005 Letta diede il placet, per mezzo di Ubaldo Rivolsi (ex direttore finanziario di Fininvest), a Stefano Ricucci di scalare il gruppo RCS con l’appoggio di Arnauld Lagardere. lo stesso Ricucci racconterà alla Procura che tramite Letta acquisì anche il 2% della Banca Nazionale del Lavoro da Vito Binsignore.
Dal 18 giugno 2007 Letta alla carica di consulente di Fininvest e Mediaset, di membro del CdA della fondazione Cassa di risparmio di Roma, di consulente di Spencer Stuart aggiunse quella di componente dell'advisory board di Goldman Sachs International con compiti di consulenza strategica per le opportunità di sviluppo degli affari, con focus particolare sull'Italia. Per i dieci mesi di consulenza che Letta poté offrire, dato che nel 2008 tornò al governo, ebbe un compenso di 670.000 euro più le provvigioni e la sua dichiarazione dei redditi passò dai 170.000 euro del 2002 a 1.550.000 euro del 2007.
Dal 5 luglio 2013 è presidente dell'associazione Civita, un'associazione no-profit che si occupa di arte e cultura, dopo esserne stato socio fondatore e presidente onorario dal 2009. Nel corso degli anni ha ricoperti numerose cariche come quelle di:
- membro del comitato esecutivo dell'Aspen Institute Italia;
- presidente onorario della Fondazione Franco Zeffirelli, della Fondazione De Sanctis, della Fondazione Guido Carli e della giuria dell'omonimo premio;
- vice-presidente della Società Dante Alighieri e dell'Accademia Nazionale di Santa Cecilia;
- Presidente dell'Accademia nazionale d'arte drammatica, di Fondazione Igea Onlus, della Fondazione Gioacchino Rossini, della Fondazione Gigi Proietti, della giuria dei premi olimpici di Napoli, della Fondazione Flavio Vespasiano, dell'Istituto per la Documentazione e gli Studi Legislativi (ISLE), della Fondazione per la Pontificia Università Lateranense e dell’Associazione “Amici dell’Eliseo”;
- consigliere della Biomedical University Foundation, del Comitato scientifico di Italia Decide, della Fondazione Italia Camp, del Comitato di Indirizzo dell'Istituto Giuseppe Toniolo di studi superiori e del Comitato d’Onore dell’Accademia delle Belle Arti;
- consigliere nei CdA della Fondazione Giovanni Agnelli, della Fondazione del Policlinico Gemelli, della Fondazione Cassa di Risparmio di Roma, della Fondazione Sordi per i Giovani e negli advisory board di Spencer Stuart e dell’Università Campus Biomedico di Roma oltreché nel già citato board di Goldman Sachs.

## Procedimenti e indagini giudiziarie
L'8 aprile 1993, come vicepresidente della Fininvest Comunicazioni, Letta venne interrogato dal magistrato Antonio Di Pietro e ammise che nel 1988 l'allora segretario del PSDI, Antonio Cariglia, lo contattò alla vigilia delle elezioni europee per avere più spazio sulle reti della Fininvest e per avere dei contributi per il partito. Letta confermò di avere versato al PSDI una somma, probabilmente di circa 70 milioni di lire. Il reato di violazione della legge sul finanziamento ai partiti era però stato amnistiato, nel 1990, fino al 1989.
Il 2 novembre 1993 la PM Maria Teresa Cordova chiese l'arresto per Gianni Letta, Adriano Galliani e Davide Giacalone, collaboratore del ministro delle Poste Oscar Mammì ed estensore della famosa legge sulla tv del 1990 nonché consulente Fininvest dal 1992; Letta e Galliani, accusati di corruzione, avrebbero versato tangenti a funzionari del ministero per garantire un piano frequenze a vantaggio di Fininvest. Tuttavia la richiesta fu respinta dal GIP Comandini, subentrato alla collega Augusta Iannini la quale aveva dichiarato di doversi astenere poiché tra il marito Bruno Vespa e Gianni Letta c'era un'amicizia antica. Il 9 dicembre il Tribunale del Riesame accolse in parte le richieste dell'accusa: fu respinta la richiesta di custodia cautelare per Galliani, ma fu accolta quella per Letta, che sarebbe dovuto finire ai domiciliari, per concorso in corruzione mentre l'accusa di concussione cadde poiché gli indizi non erano sufficienti; Letta avrebbe promesso favori economici a Giacalone in cambio di un suo aiuto nel riparto delle frequenze televisive. Tuttavia l'avvocato Vittorio Virga, che difendeva Letta ma anche Paolo Berlusconi e Davide Giacalone, impugnò in Cassazione il provvedimento che così diventò definitivo e il 23 aprile 1994 la Cassazione gli diede ragione. Il 1º agosto 1997 il pubblico ministero chiese il rinvio a giudizio, ma il 3 aprile 2001 il GUP Gentili in primo grado prosciolse Letta e Galliani poiché "il fatto non sussiste e non costituisce reato" mentre Giacalone fu prescritto. La Corte di Appello mise un punto alla vicenda il 13 gennaio 2004.
Nel novembre 2008 Gianni Letta fu indagato per i reati di associazione per delinquere, abuso d'ufficio, turbativa d'asta e truffa aggravata, in concorso con altri, tra cui Mario Morcone, in riferimento a presunti favori per l'affidamento a una holding di cooperative, il “Consorzio La Cascina”, legato al movimento Comunione e Liberazione, dell'appalto per la ristorazione di un centro di assistenza per richiedenti asilo nel comune di Policoro. Angelo Chiorazzo, uno dei proprietari del consorzio, si sarebbe rivolto direttamente a Letta il quale avrebbe chiamato Mario Morcone, capo dell’immigrazione al ministero, che si sarebbe messo a disposizione. Dopo qualche settimana Chiorazzo otterrà, con il pretesto dell’emergenza nazionale, un appalto diretto da 1.700.000 euro per aprire il nuovo centro, senza che fossero avvisati il sindaco e il prefetto, da 200 posti per un valore di 4 milioni l’anno. Gli inquirenti parlarono di “regia impositiva svolta da Letta, di procedura illecita, clientelare e contraria agli interessi della pubblica amministrazione”. Inoltre Angelo Chiorazzo avrebbe chiesto a Letta di mediare con l’agenzia delle entrate un debito da 74 milioni di euro per tasse non pagate tra il 2001 e il 2005. Il capo di accusa di associazione per delinquere fu archiviato dal GIP del Tribunale di Roma già all'inizio del 2009 perche erano “del tutto inesistenti le ipotesi di reato”; tuttavia, dopo un conflitto di competenza tra le procure di Potenza e Roma, la procura generale della Repubblica affidò il prosieguo dell'indagine alla procura di Lagonegro (l’appalto era stato assegnato al fratello di Chiorazzo della “Cooperativa Auxilium” con sede a Senise e quindi la competenza era del Tribunale di Lagonegro. Nel marzo del 2011 i pubblici ministeri della procura di Lagonegro chiesero di archiviare l'inchiesta "perché non hanno commesso reato"; il 12 maggio 2012 il giudice per le indagini preliminari di Lagonegro archiviò quindi il procedimento "per infondatezza della notitia criminis, relativamente a tutti i reati ipotizzati e nei confronti di tutti gli indagati".

## Vita privata
Gianni Letta è sposato con Maddalena Marignetti e ha due figli: Giampaolo, amministratore delegato di Medusa Film, e Marina, che lavora nel cinema con altri ruoli.

## Onorificenze e premi

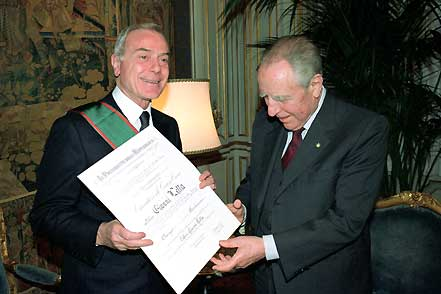
Gianni Letta (a sinistra) viene insignito dal Presidente della Repubblica Carlo Azeglio Ciampi del titolo di Cavaliere di gran croce OMRI al palazzo del Quirinale

### Premi
- L'Accademia Bonifaciana di Anagni gli ha conferito il 10 novembre 2007 il premio internazionale Bonifacio VIII.[76]
- Il 24 settembre 2011, all'Aquila, gli è stato conferito il premio Aquila d'Oro International.[77]
- Il 9 ottobre 2014 ha ricevuto il premio America dalla Fondazione Italia USA.[78]

### Altri riconoscimenti
- Papa Benedetto XVI lo ha insignito della carica di gentiluomo di sua santità il 29 giugno 2007.[79]

È cittadino onorario dei seguenti comuni: 
- Rocca di Cambio (dal 15 novembre 2008),[80]
- Aielli (dal 28 luglio 2012),[81]
- Carmiano (dal 13 gennaio 2014),[82]
- Rieti (dal 2 maggio 2022),[83]
- San Benedetto dei Marsi (dal 5 giugno 2022),[84]
- Tagliacozzo (dal 15 aprile 2023).[85]
- Corfinio (dal 9 settembre 2023).[86]

È cittadino onorario e ha ricevuto le chiavi della città dei seguenti comuni:
- Avezzano (dal 27 marzo 2015),[87]
- Scanno (dal 15 settembre 2017).[88]